# Marija Łasickienie
Marija Aleksandrowna Łasickienie z domu Kuczina (ros. Мария Александровна Ласицкене (Кучина); ur. 14 stycznia 1993 w Prochładnym) – rosyjska lekkoatletka specjalizująca się w skoku wzwyż.
Pierwsze sukcesy na arenie międzynarodowej odniosła w 2009 kiedy zajmowała drugie miejsca na trzech głównych imprezach w jej kategorii wiekowej: mistrzostwach świata juniorów młodszych, europejskim festiwalu młodzieży oraz gimnazjadzie. W 2010 została pierwszą w historii mistrzynią olimpijską młodzieży. Na początku sezonu 2011 ustanowiła w Trzyńcu nieoficjalny halowy rekord świata juniorów w skoku wzwyż uzyskując wynik 1,97. Nieco ponad miesiąc po tym sukcesie nie udało jej się awansować do finału halowych mistrzostw Europy. Złota medalistka mistrzostw Europy w gronie juniorów w 2011 oraz brązowa z juniorskich mistrzostw świata z 2012. W 2013 zdobyła srebro na uniwersjadzie w Kazaniu. W marcu 2014 została halową mistrzynią świata. Wicemistrzyni Europy z Zurychu (2014).
W 2015 stanęła na najwyższym stopniu podium halowych mistrzostw Europy w Pradze. W tym samym roku została także mistrzynią świata. W 2017 ponownie została mistrzynią świata. W 2018 triumfowała na halowych mistrzostwach świata w Birmingham oraz na mistrzostwach Europy w Berlinie. Złota medalistka mistrzostw świata w Dosze (2019) oraz igrzysk olimpijskich w Tokio (2021).
Mistrzyni Rosji z 2014 roku, wicemistrzyni z 2015 i 2016. Brązowa medalistka halowych mistrzostw kraju z 2011 roku i 2012 oraz złota z 2014 i 2015. W 2016 zdobyła srebro halowych mistrzostw Rosji, w 2017 – ponownie złoto.
17 marca 2017 poślubiła rosyjskiego komentatora sportowego litewskiego pochodzenia Władasa Łasickasa i ogłosiła, że od sezonu letniego 2017 będzie startować pod nazwiskiem Łasickienie. Mimo że rosyjskie prawo nie zezwala na nadawanie takich nazwisk w formie litewskiej, dzięki ambasadorowi Litwy w Moskwie lekkoatletce udało się zmienić nazwisko.
Rekordy życiowe: stadion – 2,06 (6 lipca 2017, Lozanna oraz 20 czerwca 2019, Ostrawa); hala – 2,05 (9 lutego 2020, Moskwa).

## Osiągnięcia
| Rok  | Impreza                                        | Miejsce          | Lokata           | Wynik | Reprezentacja |
| ---- | ---------------------------------------------- | ---------------- | ---------------- | ----- | ------------- |
| 2009 | Mistrzostwa świata juniorów młodszych          | Tyrol Południowy | 2. miejsce       | 1,85  | RUS           |
| 2009 | Europejski festiwal młodzieży                  | Tampere          | 2. miejsce       | 1,85  | RUS           |
| 2009 | Gimnazjada                                     | Doha             | 2. miejsce       | 1,87  | RUS           |
| 2010 | Kwalifikacje do igrzysk olimpijskich młodzieży | Moskwa           | 1. miejsce       | 1,90  | RUS           |
| 2010 | Igrzyska olimpijskie młodzieży                 | Singapur         | 1. miejsce       | 1,89  | RUS           |
| 2011 | Halowe mistrzostwa Europy                      | Paryż            | el. – 9. miejsce | 1,92  | RUS           |
| 2011 | Mistrzostwa Europy juniorów                    | Tallinn          | 1. miejsce       | 1,95  | RUS           |
| 2012 | Mistrzostwa świata juniorów                    | Barcelona        | 3. miejsce       | 1,88  | RUS           |
| 2013 | Superliga drużynowych mistrzostw Europy        | Gateshead        | 1. miejsce       | 1,98  | RUS           |
| 2013 | Uniwersjada                                    | Kazań            | 2. miejsce       | 1,96  | RUS           |
| 2014 | Halowe mistrzostwa świata                      | Sopot            | 1. miejsce       | 2,00  | RUS           |
| 2014 | Mistrzostwa Europy                             | Zurych           | 2. miejsce       | 1,99  | RUS           |
| 2014 | Puchar interkontynentalny                      | Marrakesz        | 1. miejsce       | 1,99  | RUS / Europa  |
| 2015 | Halowe mistrzostwa Europy                      | Praga            | 1. miejsce       | 1,97  | RUS           |
| 2015 | Superliga drużynowych mistrzostw Europy        | Czeboksary       | 1. miejsce       | 1,99  | RUS           |
| 2015 | Młodzieżowe mistrzostwa Europy                 | Tallinn          | 12. miejsce      | 1,71  | RUS           |
| 2015 | Mistrzostwa świata                             | Pekin            | 1. miejsce       | 2,01  | RUS           |
| 2015 | Światowe wojskowe igrzyska sportowe            | Mungyeong        | 1. miejsce       | 1,95  | RUS           |
| 2017 | Mistrzostwa świata                             | Londyn           | 1. miejsce       | 2,03  | ANA           |
| 2018 | Halowe mistrzostwa świata                      | Birmingham       | 1. miejsce       | 2,01  | ANA           |
| 2018 | Mistrzostwa Europy                             | Berlin           | 1. miejsce       | 2,00  | ANA           |
| 2018 | Puchar interkontynentalny                      | Ostrawa          | 1. miejsce       | 2,00  | ANA / Europa  |
| 2019 | Halowe mistrzostwa Europy                      | Glasgow          | 1. miejsce       | 2,01  | ANA           |
| 2019 | Mistrzostwa świata                             | Doha             | 1. miejsce       | 2,04  | ANA           |
| 2019 | Światowe wojskowe igrzyska sportowe            | Wuhan            | 1. miejsce       | 2,01  | RUS           |
| 2021 | Igrzyska olimpijskie                           | Tokio            | 1. miejsce       | 2,04  | ROC           |